# Katolicka Telewizja Serbinów
Katolicka Telewizja Serbinów – polska stacja telewizyjna o charakterze religijnym. Właścicielem telewizji jest rzymskokatolicka parafia Matki Bożej Nieustającej Pomocy znajdująca się na tarnobrzeskim osiedlu Serbinów. Pomysłodawcą, a zarazem założycielem był pierwszy Proboszcz Parafii na Serbinowie ks. Michał Józefczyk. Nad zakresem programu czuwa Społeczna Rada Programowa, patronem całości działań telewizji jest proboszcz parafii – ks. Jan Biedroń.

## Historia
Początki działalności związane są z 10 czerwca 2010 r., kiedy to obraz z kamer przemysłowych retransmitujący nabożeństwa w kościele pojawił się w sieci telewizji kablowej Tarnobrzeskiej Spółdzielni Mieszkaniowej. 27 czerwca 2013 r. wystąpiono do Krajowej Rady Radiofonii i Telewizji z wnioskiem o uznanie za nadawcę społecznego. 22 października 2013 r. KRRiT udzieliła koncesję Nr 543/2013-TK na rozpowszechnianie programu telewizyjnego pod nazwą „Katolicka Telewizja Serbinów” w sieciach telekomunikacyjnych operatora Spółdzielni Mieszkaniowej Siarkowiec w Tarnobrzegu oraz operatora Tarnobrzeskiej Spółdzielni Mieszkaniowej w Tarnobrzegu. Równocześnie wystąpiono do ZAiKS-u o podpisanie umowy ws. praw autorskich twórców. Program transmitowany jest również internetowo na stronie tv.serbinow.pl.

## Program
Zasadniczą część programu zajmują cykliczne transmisje Mszy Świętych, nabożeństw oraz innych uroczystości i wydarzeń parafialnych realizowane na żywo. W programie nadawany jest także teologiczny komentarz osoby duchownej towarzyszący codziennemu fragmentowi Ewangelii. W niedzielę emitowane są rozważania Pisma Świętego przygotowane przez wspólnotę Parafii. W programie znajdą się także audycje służące upowszechnianiu muzyki organowej i nauce pieśni religijnych. Emitowany jest również reporterski przegląd wydarzeń z minionego tygodnia, w parafii, mieście i okolicy. W pozostałym czasie nadawana jest transmisja z trwającej przez całą dobę Adoracji Najświętszego Sakramentu.